# Sibusiso Zuma
Sibusiso Wiseman Zuma (* 23. Juni 1975 in Durban) ist ein ehemaliger südafrikanischer Fußballspieler. Er spielte auf der Position des rechten Außenstürmers oder auch im Sturmzentrum. Zuletzt war er in seinem Heimatland bei SuperSport United engagiert.

## Fußballkarriere
Nachdem Zuma zunächst für die südafrikanischen Vereine Orlando Pirates und African Wanderes gespielt hatte, wechselte er 2001 zum FC Kopenhagen, mit dem er zweimal Meister sowie zweimal Vizemeister wurde. Ein Fallrückzieher Zumas aus dem Jahr 2001 gegen den Erzrivalen Bröndby IF wird in Dänemark seit Jahren zum „schönsten Tor aller Zeiten“ gezählt. 2001 wurde Zuma in Dänemark zum "Spieler des Jahres" gewählt. Zur Saison 2005/06 wechselte er zu Arminia Bielefeld, wo er einen Vertrag bis 2008 bekam.
Zuma erzielte in seinem ersten Bundesligaspiel für Arminia Bielefeld auch gleich sein erstes Bundesligator. Er traf zum zwischenzeitlichen 2:2 beim Auswärtsspiel gegen Werder Bremen.
Zuma nahm mit Südafrika unter anderem am Afrika-Cup 2004 in Tunesien sowie am Afrika-Cup 2006 in Ägypten und an der WM 2002 in Japan und Südkorea teil. Ab 2004 führte er die Bafana Bafana als Kapitän auf das Spielfeld.
Trotz mehrerer Angebote aus der Premier League entschied sich Zuma gegen einen Vereinswechsel nach England und spielte somit auch in der Saison 2007/08 bei der Arminia. Nachdem diese Saison für den Spieler erneut durchwachsen verlaufen war, wechselte er zur Saison 2008/09 in seine südafrikanische Heimat zu den Mamelodi Sundowns.
Im Oktober 2009 wechselte der vereinslose Zuma nach Dänemark zum FC Nordsjælland, um nur einige Monate darauf in sein Heimatland zurückzukehren. Nach einem erfolgreich verlaufenden Probetraining unterschrieb Zuma Ende Juli 2010 beim südafrikanischen Erstligisten Vasco da Gama einen Vertrag mit einer Laufzeit bis zum Saisonende.
Ab der Saison 2011/12 spielte Zuma für SuperSport United. Dort spielte er drei Jahre lang, ehe er seine Karriere verletzungsbedingt beendete. Im Jahr 2016 wurde bekannt, dass er finanzielle Probleme hat.

## Sonstiges
Den Spitznamen „Zuma the Puma“, den er bereits zu Kopenhagener Zeiten hatte, hat er wohl seiner Schnelligkeit und seinem Laufstil zu verdanken, der an die Geschmeidigkeit einer Wildkatze erinnert.
Sein Markenzeichen sind seine blondierten Haare. Ursprünglich, so Zumas Aussage, färbte er sich die Haare blond, damit seine Großmutter ihn im Fernsehen besser erkennen konnte, doch auch nach ihrem Tod hat er sich sein Markenzeichen bewahrt.
Zuma ist verheiratet und hat Zwillingstöchter.

## Erfolge
- Dänischer Meister: 2002/03 und 2003/04 (mit dem FC Kopenhagen)
- Dänischer Pokalsieger: 2003/04 (mit dem FC Kopenhagen)
- Skandinavienmeister: 2004/05 (mit dem FC Kopenhagen)
- Fußball-Afrikameisterschaft-Teilnehmer: 2004, 2006 und 2008 (mit der südafrikanischen Nationalmannschaft)